# The Last Days on Mars
Pour plus de détails, voir Fiche technique et Distribution.
The Last Days on Mars (litt. « Les derniers jours sur Mars ») est un film de science-fiction horrifique irlando-britannique réalisé par Ruairi Robinson, sorti en 2013. Il s’agit de l’adaptation de la nouvelle The Animators de Sydney James Bounds.

## Synopsis
Une équipe d'astronautes, en poste depuis six mois sur Mars, arrive à la fin de sa mission. Il ne leur reste plus que 19 heures avant de repartir vers la Terre. C'est alors qu'un membre de l'équipe, le scientifique Marko Petrovic, découvre une bactérie dans les échantillons qu'il avait prélevés. Sans annoncer sa découverte aux autres, il retourne avec un collègue sur la zone de prélèvement où il meurt dans un éboulement. Sa combinaison percée laisse la bactérie le transformer en zombie et il s'attaque aux autres membres de la mission pour les infecter...

## Fiche technique
- Titre original : The Last Days on Mars
- Réalisation : Ruairi Robinson
- Scénario : Clive Dawson, d'après la nouvelle The Animators de Sydney James Bounds
- Direction artistique : Jon Henson
- Décors : Philip Elton, Steven Lawrence et Christopher Wyatt
- Costumes : Richard Sale
- Photographie : Robbie Ryan
- Montage : Peter Lambert
- Musique : Max Richter
- Production : Andrea Cornwell et Michael Kuhn
- Sociétés de production : Qwerty Films[1], British Film Institute, Irish Film Board et Fantastic Films[2]
- Société de distribution : Focus Features
- Pays d’origine :  Irlande,  Royaume-Uni
- Langue originale : anglais
- Format : couleur – 2.35 : 1 – Dolby numérique – 35 mm
- Genre : science-fiction horrifique
- Durée : 98 minutes
- Dates de sortie[3] : 
  - France : 20 mai 2013 (Festival de Cannes)[4] ; 1er août 2013 en VàD
  - Royaume-Uni : 19 septembre 2013
  - Irlande : 11 avril 2014

## Distribution
- Liev Schreiber : Vincent Campbell
- Romola Garai : Rebecca Lane
- Elias Koteas : Charles Brunel
- Olivia Williams : Kim Aldrich
- Johnny Harris : Robert Irwin
- Goran Kostić : Marko Petrović
- Tom Cullen : Richard Harrington
- Yusra Warsama : Lauren Dalby

## Production
Le tournage a commencé en Jordanie et aux studios d'Elstree au Royaume-Uni du 21 mai au 12 juillet 2012.

## Accueil
The Last Days on Mars est sélectionné et projeté le 20 mai 2013 à la Quinzaine des réalisateurs du festival de Cannes. Il sort le 19 septembre 2013 au Royaume-Uni.

## Récompenses et distinctions

### Nominations et sélections
- Festival de Cannes 2013 : en compétition, sélection « Quinzaine des réalisateurs »
- Festival international du film fantastique de Gérardmer 2014